# Tony Burrows
Anthony Burrows (14 de abril de 1942) es un cantante británico de música pop. Como prolífico músico de sesión, Burrows participó en la grabación de varios sencillos de éxito internacional a finales de los años 1960 y principios de los 70, la mayoría de los cuales fueron one-hit wonder, entre ellos "Love Grows (Where My Rosemary Goes)" de Edison Lighthouse, "United We Stand" de Brotherhood of Man, "My Baby Loves Lovin'" de White Plains, "Gimme Dat Ding" de The Pipkins y "Beach Baby" de The First Class.
Durante 1970, cuatro sencillos de cuatro grupos diferentes con los que actuó se ubicaron en o cerca de la cima de la lista de sencillos del Reino Unido, alcanzando además, el top 20 en Estados Unidos, mientras que un quinto sencillo bajo su propio nombre, "Melanie Makes Me Smile", logró entrar en las listas de éxitos en Estados Unidos y Canadá, aunque en posiciones muy discretas.

## Biografía
Burrows nació en Exeter (Inglaterra). A principios de la década de 1960, formó parte de The Kestrels, un grupo de armonía vocal que también incluía al futuro dúo de compositores Roger Greenaway y Roger Cook.  En 1966 se incorporó a The Ivy League tras la marcha de John Carter.

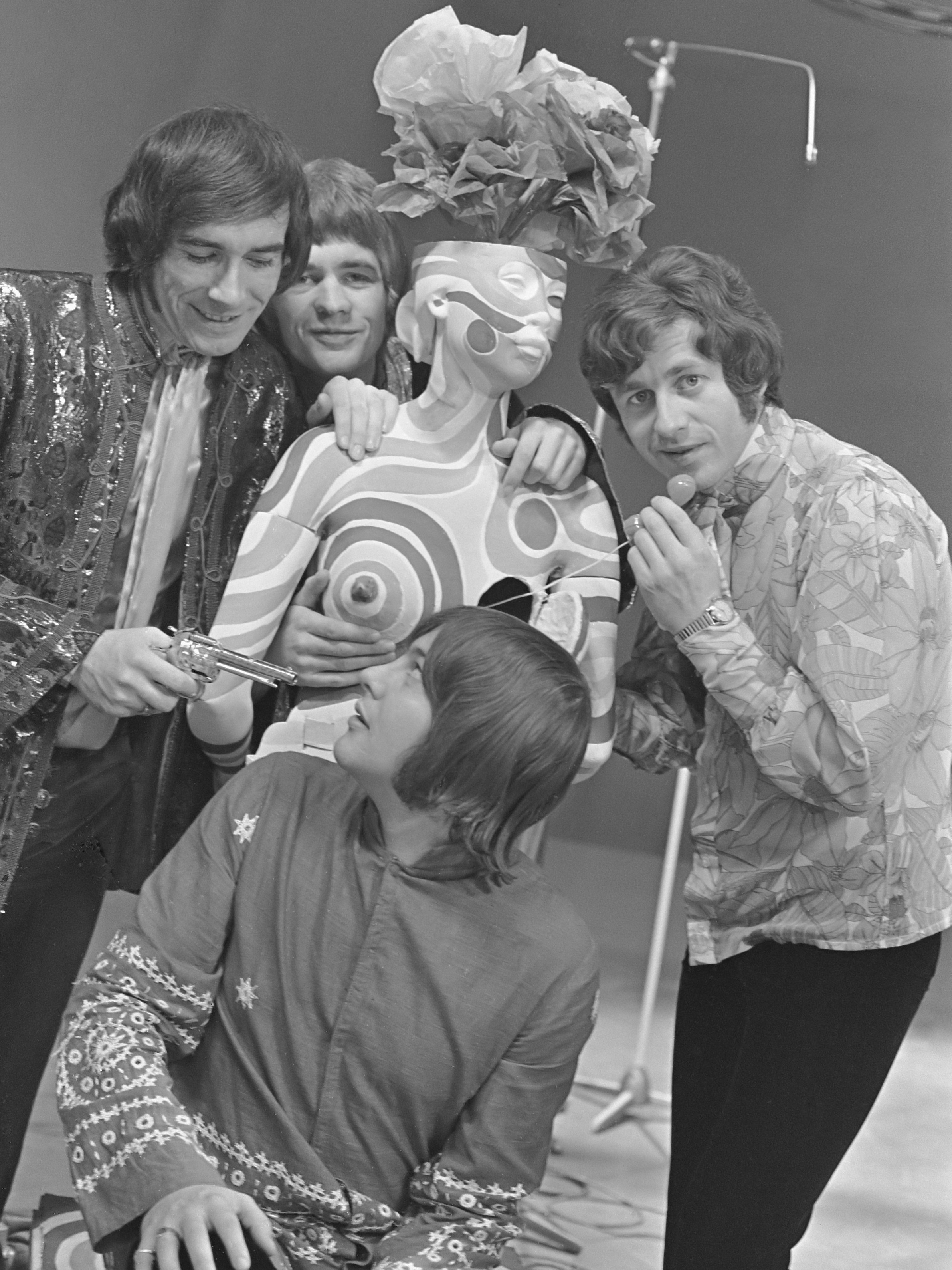
Burrows (de pie a la derecha) y los Flower Pot Men en 1967.

Burrows todavía estaba en la Ivy League cuando se cambiaron el nombre a The Flower Pot Men.  Los Flower Pot Men tuvieron sólo un éxito, "Let's Go to San Francisco", que alcanzó el puesto número 4 en la lista de singles del Reino Unido en el otoño de 1967. Sin embargo, Burrows no participó en el sencillo, que fue compuesto y grabado en el estudio por los escritores y productores de la canción. Sí que lo hizo en algunos sencillos posteriores del grupo que no tuvieron éxito. Dos miembros fundadores de Deep Purple, Jon Lord y Nick Simper, también formaron parte de esta primera banda para espectáculos en vivo.
A principios de los años 70, Burrows participó como cantante en varias grabaciones consideradas One-hit wonder con diferentes grupos, "Love Grows (Where My Rosemary Goes)" de Edison Lighthouse, publicado en febrero de 1970, "United We Stand" de Brotherhood of Man y "Gimme Dat Ding" de The Pipkins, publicados en abril de 1970. También grabó con White Plains "My Baby Loves Lovin'", en la que compartió voz principal con Ricky Wolff.  Todas estas canciones se grabaron con nueve meses de diferencia entre sí, pero se lanzaron todas al mismo tiempo, a principios de 1970. Su otro éxito One-hit wonder fue "Beach Baby" de First Class, publicado en julio de 1974.  The Brotherhood of Man tendrían un éxito regional y menor adicional con Burrows como cantante, "Reach Out Your Hand" de 1972,  antes de que su fundador Tony Hiller creara una Brotherhood of Man completamente nueva con una formación completamente diferente. 
Burrows afirmó en una entrevista que fue el primer (y todavía el único) artista en aparecer en el conocido programa de televisión de la BBC, Top of the Pops, al frente de tres grupos diferentes durante la retrasmisión de en un solo programa: Edison Lighthouse (el número 1 británico -éxito en las listas de esa semana), White Plains y Brotherhood of Man. Sin embargo, los registros de Top of the Pops muestran que esto no sucedió. Había aparecido con esos tres grupos en el lapso de un mes, con dos en el mismo programa (Edison Lighthouse y The Brotherhood of Man) en el episodio del 29 de enero de 1970 de Top of the Pops, pero nunca apareció con tres bandas en un solo espectáculo. Las grabaciones de sus apariciones del 29 de enero, 5 de febrero (con Edison Lighthouse) y 26 de febrero de 1970 (con White Plains) todavía existen. 
En abril de 1970, en medio del éxito de sus grupos de sesión, lanzó un sencillo bajo su propio nombre, "Melanie Makes Me Smile",  que alcanzó el puesto 87 en la lista estadounidense Billboard Hot 100. Sus siguientes sencillos en solitario no llegaron a las listas.
Burrows también ha contribuido con coros como cantante de sesión en muchas otras canciones, afirmando haber cantado en más de un centenar de éxitos del top 20 durante la década de 1970.  Ha grabado como cantante de armonía de sesión con Elton John en las canciones "Levon" y "Tiny Dancer", con Cliff Richard y James Last.

## Premios
En 2011, Burrows recibió el premio BASCA Gold Badge en reconocimiento a su contribución a la música. 

## Discografía

### Sencillos one-hit wonder
- 1970: "My Baby Loves Lovin'" (White Plains)
- 1970: "Love Grows (Where My Rosemary Goes)" (Edison Lighthouse)
- 1970: "United We Stand" (Brotherhood of Man)
- 1970: "Gimme Dat Ding" (The Pipkins)
- 1974: "Beach Baby" (The First Class)

### Sencillos como solista
- 1970:  "Melanie Makes Me Smile" / "I'll Get Along Somehow Girl" (Bell 1103)
- 1970:  "I've Still Got My Heart, Jo" / "Every Little Move She Makes" (Bell 1124)
- 1971:  "The Humming Song" / "Recollections" (Bell 1140)
- 1971:  "I'll Always Come Up Smiling" / "Back Home" (Bell 1172)
- 1971:  "Hand Me Down Man" / "Country Boy" (Bell 1190)
- 1971:  "In The Bad Bad Old Days" / "In the Bad Bad Old Days" (Bell USA 45-116, promo)
- 1972:  "Rhythm of the Rain" / "Home Lovin' Man" (Bell 1235)
- 1973:  "Take Away the Feeling" / "Lazy Weekend"  (Ammo 103)
- 1974:  "Have You Had a Little Happiness Lately" / "Can't Live With You, Can't Live Without You" (Ammo 111)
- 1975:  "Run Joey Run" / "Girl I Used To Know" (RAK 216)
- 1976:  "Never Gonna Fall in Love Again" / "Changing" (as Magic featuring Tony Burrows) (Bus Stop Records 1036)
- 1976:  "Oh My Jo" / "Girl You've Got Me Going" (Bus Stop 1039)
- 1976:  "When My Little Girl Is Smiling" / "What Ya Gonna Do About Him" (DJM 10718)
- 1984:  "Three Chord Trick" / "Wake Up America" (as Heart to Heart with Stephanie de Sykes) (EMI 5461)